# Донентаєв
Донента́єв (каз. Дөнентаев) — село у складі Аксуської міської адміністрації Павлодарської області Казахстану. Входить до складу сільського округу імені Мамаїта Омарова.
Населення — 94 особи (2021; 175 у 2009, 247 у 1999, 492 у 1989).
Національний склад станом на 1989 рік:
- казахи — 100 %

Станом на 1989 рік село називалось Дунентаєво.